# Planjak
Koordinati:   42°56′52″N, 17°10′00″E
Planjak je majhen nenaseljen otoček v Jadranskem morju. Pripada Hrvaški.
Planjak leži vzhodno od Korčule, od katere je oddaljen okoli 1 km. Njegova površina meri 0,232 km. Dolžina obalmega pasu je 1,97 km. Najvišji vrh je visok 52 mnm.